# Ferrocyanid

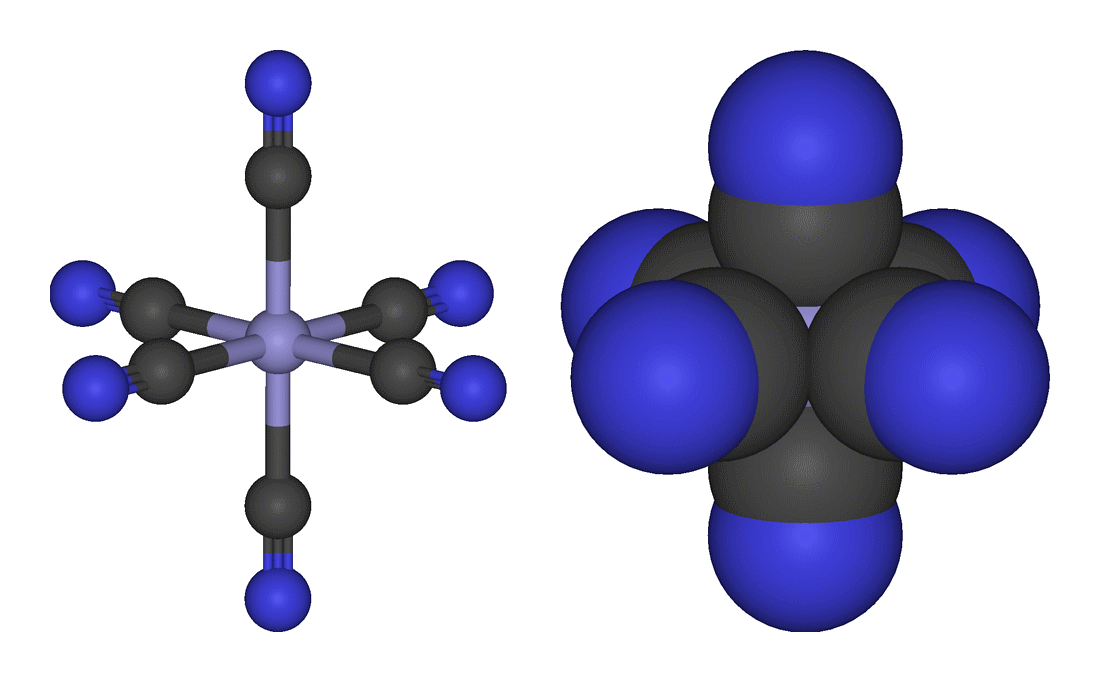
Molekylmodeller (både pinn- och katott-modeller) av ferro/ferri-cyanid.

Ferrocyanid och ferricyanid är negativa joner med formeln Fe(CN)6. Det enda som skiljer dessa båda joner åt är deras laddning. Ferrocyanid har laddningen -4 och ferricyanid har laddningen -3. Det går att konvertera ferrocyanid till ferricyanid och tvärt om genom redox.
Trots att de innehåller mycket av den giftiga cyanidgruppen är ferrocyanider och ferricyanider mycket mindre giftiga eftersom cyanidgrupperna är hårt bundna till järnet.
Systematiskt namn för ferrocyanid är hexacyanoferrat(II) och för ferricyanid hexacyanoferrat(III)